# Forsamlingsfrihed
 Der er for få eller ingen kildehenvisninger i denne artikel, hvilket er et problem. Du kan hjælpe ved at angive troværdige kilder til de påstande, som fremføres i artiklen.

Forsamlingsfrihed er retten til at forsamle sig uden en forudgående tilladelse.
Forsamlingen kan, hvis den finder sted i det offentlige rum, forbydes, hvis den skønnes at forstyrre den offentlige ro og orden, ligesom der kan kræves en forudgående tilladelse, hvis man f.eks. bruger en central plads i byen.
Det er ligegyldigt hvilket emne eller hvilken anledning, der er tale om, så længe gældende lovgivning overholdes. Lovlige demonstrationer, der udvikler sig til regulært hærværk eller vold, kan politiet således gribe ind overfor. Politiet har ret til at overvære enhver forsamling, der er offentlig, men kan ikke blande sig i den med mindre der finder ulovligheder sted.

## Forsamlingsfrihed i Danmark
Grundlovens § 79 garanterer forsamlingsfriheden i Danmark med ordlyden: "Borgerne har ret til uden forudgående tilladelse at samle sig ubevæbnede. Offentlige forsamlinger har politiet ret til at overvære. Forsamlinger under åben himmel kan forbydes, når der af dem kan befrygtes fare for den offentlige fred."
Selv om borgerne har ret til at forsamle sig uden forudgående tilladelse, stiller Politiloven (§ 7, stk. 2) og Ordensbekendtgørelsen dog krav om, at visse forsamlinger skal anmeldes til politiet senest 24 timer før afholdelse, hvorefter politiet kan give påbud om, at forsamlingen afholdes på andre steder end det annoncerede, hvis der er saglige grunde til dette. Overtrædelse af kravet om anmeldelse medfører ikke, at demonstrationen bliver ulovlig, da dette ville være i modstrid med Grundlovens ordlyd, men det kan derimod straffes med bøde.